# NGC 1789
NGC 1789 (również ESO 56-SC37) – gromada otwarta, znajdująca się w gwiazdozbiorze Góry Stołowej. Należy do Wielkiego Obłoku Magellana. Odkrył ją John Herschel 15 grudnia 1835 roku.